# Henri Victor Regnault
Henri Victor Regnault (født 21. juli 1810 i Aachen, død 19. januar 1878 i Paris) var en fransk fysiker og far til Henri Regnault. 
Regnault blev uddannet som ingeniør på den polytekniske skole i Paris i 1832 og efterfulgte i 1840 Joseph-Louis Gay-Lussac som lærer i kemi ved denne skole og blev i 1841 professor i fysik ved Collège de France. I 1847 blev han chefingeniør ved et af Grubedistrikterne. I 1854 blev han direktør for porcelænsfabrikken i Sèvres, men i 1871 opgav han alle sine stillinger.
Regnault vandt sig et anset navn, især ved sine mange og ypperlige fysiske målinger, især om dampes og luftarters forhold under forskellige temperaturer, tryk og rumfang. Regnault målte fordampningsvarmer og varmefylder for mange grundstoffer og forbedrede metoderne til bestemmelse af luftarters vægtfylde.
Regnaults forsøg, der udførtes med stor hjælp fra staten, står endnu som mønstre på nøjagtige målinger, og man har ikke væsentligt kunnet forbedre hans resultater[kilde mangler]. Det meste af hans arbejde blev offentliggjort i Annales de chimie et de physique og i Paris-Akademiets Comptes rendus. Blandt hans andre værker kan nævnes en meget anvendt lærebog i kemi samt hans beretninger om de undersøgelser, han foretog til hovedlovene for dampmaskinen.